# Hovedbanegård
Hovedbanegård anvendes i Danmark om den vigtigste jernbanestation i en by, en region eller et land og forkortes i Danmark ofte til H.

## Danmark
Danmark har to stationer benævnt hovedbanegård, Københavns Hovedbanegård og Aarhus Hovedbanegård.
Selv om der i byer som Odense, Aalborg og Esbjerg også er flere stationer, har Aalborg Banegård, Odense Banegård og Esbjerg Banegård ikke status af hovedbanegård. Dog var Skive, Tønder, Nyborg og Sønderborg benævnt med navn hhv. Skive H, Tønder H, Nyborg H og Sønderborg H til den 28. maj 1972, Vejle H indtil 23. maj 1971, Haderslev H fra 1943 indtil 1968 og Rønne H indtil lukningen.
Dette skyldes at en hovedbanegård defineres af DSB ud fra flere faktorer, bl.a. antal af togafgange og om der er standsning af internationale tog, fysisk størrelse og baneanlæg samt stationens samlede betydning for infrastrukturen i landet. Det er ikke som man ellers kunne fristes til at tro, at det blot er den største banegård i byen. Ligesom de svenske centralstationer kan en by derfor godt have flere banegårde hvoraf ingen har status som hovedbanegård, eller kun have en enkelt hovedbanegård som eneste stationsbygning i hele byen.
Jf. Den Danske Ordbog er det defineret som en større central togstation som fungerer som trafikknudepunkt, og dermed defineres det ud fra funktionen som station, og ikke nødvendigvis selve bygningen.

## Sverige
I Sverige anvendes centralstation om hovedbanegårde, med forkortelsen C eller central, fx Stockholm C. Centralstation anvendes også om stationer i byer, der kun har én station, hvis stationen har en vis størrelse eller betydning; eksempelvis Kalmar centralstation.

## Norge
I Norge anvendes sentralstasjon om hovedbanegårde, med forkortelsen S, fx Oslo sentralstasjon, Oslo S.

## Tysktalende lande
I Tyskland, Schweiz og Østrig anvendes Hauptbahnhof om hovedbanegårde, forkortet som Hbf i Tyskland og Østrig, og som HB i Schweiz.

### Tyskland
Der er ifølge Deutsche Bahn 116 hovedbanegårde i Tyskland.
Den mindste hovedbanegård i Tyskland er Gevelsberg Hauptbahnhof, hvor der kun standser s-tog. Den mindste by med en hovedbanegård er Berchtesgaden (7.752 indbyggere).

#### Kuriosa
- Den eneste tyske by med to hovedbanegårde, er Mönchengladbach med Mönchengladbach Hbf og Rheydt Hbf, fordi Deutsche Bundesbahn ved sammenlægningen af Mönchengladbach og Rheydt i 1975 ikke ville bruge penge på en navneændring.
- Wuppertal var i 62 år en storby med flere vigtige banegårde, men ingen hovedbanegård. Efter sammenlægningen af Elberfeld og Barmen samt fem mindre byer i 1929, der tilsammen kom til at hedde Wuppertal året efter, kunne man i lang tid ikke blive enige om hvilken banegård, der skulle være hovedbanegård (eller ville blot spare penge). Langt om længe, den 31. maj 1992, blev Elberfelder Bahnhof erklæret som hovedbanegård.
- Berlin havde som centralt jernbanekundepunkt før anden verdenskrig i første omgang ikke en hovedbanegård. Mens DDR's Deutsche Reichsbahn i 1987 udnævnte Berliner Ostbahnhof til hovedbanegård (i 1998 igen omdøbt til Ostbahnhof), besluttede Deutsche Bahn sig for at opføre en ny banegård, hvor Lehrter Bahnhof tidligere lå, og denne blev fra åbningen i 2006 benævnt Berlin Hauptbahnhof. En undersøgelse havde ellers givet det resultat, at flertallet af de adspurgte foretrak det traditionelle navn, Lehrter Bahnhof.
- Remscheid Hauptbahnhof er kun tilsluttet en enkelt jernbanestrækning.
- I fire byer har banegården uden for hovedbyen navnet Hauptbahnhof:
  - Bingen Hauptbahnhof ligger i Bingerbrück.
  - Wittlich Hauptbahnhof ligger i Wengerohr.
  - Herne Hauptbahnhof ligger i Herne-Wanne, der siden kommuneetableringen i 1975 har hørt under Herne, og på det tidspunkt allerede for længst var et jernbaneknudepunkt, og derfor havde status som hovedbanegård. Die Bahn behielt die Bezeichnung Wanne-Eickel Hauptbahnhof bei.
  - Den forhenværende Solingen Hauptbahnhof lukkede i 2006 og den længe mere betydende banegård i Solingen-Ohligs blev ny hovedbanegård. Denne ligger dog nogle kilometer uden for den egentlige bymidte.

### Østrig
I Østrig er der elleve byer, der hver har en hovedbanegård: Graz, Innsbruck, Klagenfurt, Leoben, Linz, Salzburg, St. Pölten, Villach, Wels, Wiener Neustadt og Wörgl.
Wörgl Hauptbahnhof er den nyeste hovedbanegård i Østrig og fik sin status den 10. december 2006.
I Wien er der flere vigtige banegårde: Westbahnhof og Südbahnhof (begge er sækbanegårde). Den nye Hauptbahnhof er blevet åbnet som gennemkørselsbanegård på området hørende til den nuværende Südbahnhof den 14. december 2014.

### Schweiz
De største hovedbanegårde er Zürich Hauptbahnhof, Bern Hauptbahnhof og Winterthur Hauptbahnhof; samt banegårdene i Basel, Basel SBB og den tilknyttede franske banegård og Badische Bahnhof, men ingen af disse er officielt hovedbanegårde. Andre byer som Luzern og St. Gallen betegner ligeledes deres vigtigste banegårde som hovedbanegård, fordi deres banegårde knytter hele den kollektive trafik sammen på et sted.

## Holland
I Holland anvendes Centraal (tidligere CS for Centraal Station) om de personbanegårde med det største daglige antal rejsende (Amsterdam, Rotterdam, Den Haag, Leiden og Utrecht). Der er dog også otte banegårde med tilføjelsen Centrum, som mere beskriver banegårdens beliggenhed end dens funktion. De fleste banegårde i Hollands indre byer har ingen særlig betegnelse.
Indtil 1987 havde byerne Amsterdam (siden 1889), Utrecht (siden 1938), Rotterdam (siden 1954), Den Haag (siden 1975) en Centraal Station med samme betydning som det amerikanske Union Station, det vil sige banegårde anvendt af flere forskellige jernbaneselskaber før statsliggørelsen.[kilde mangler] I 1987 fik banegården i byen Almere på Flevoland tilføjelsen CS, fordi man dermed ville gøre opmærksom på betydningen af byens vækst, som havde krævet landvinding (en kog)[kilde mangler]. I 1997 blev banegården i Leiden renoveret, og byen ønskede at den renoverede banegård fik føjet CS til navnet, fordi den efter antal rejsende var landets femtestørste. Nederlandse Spoorwegen besluttede sig da for at anvende Centraal i sin nuværende betydning, og dermed blev Almere CS på grund af antallet af rejsende degraderet til Almere Centrum.

## USA og Canada
I USA og Canada anvendes Union Station om banegårde, der anvendes af flere jernbaneselskaber. Som regel er der dannet et fælles selskab til at varetaget driften.